# Leiodes pallens
Leiodes pallens är en skalbaggsart som först beskrevs av Sturm 1807.  Leiodes pallens ingår i släktet Liodes, och familjen mycelbaggar. Arten har ej påträffats i Sverige.